# Киевский планетарий
Киевский планетарий — старейший планетарий Украины.
В планетарии проходят лекции по астрономии, географии, природоведению. При планетарии действует детская астрономическая школа для слушателей 6-11 лет и изостудия.
Киевский планетарий является подразделением общества «Знание» Украины.

## История
Инициатором создания планетария в Киеве стал Сергей Константинович Всехсвятский — известный астроном,  профессор, заведующий кафедрой астрономии Киевского университета, член президиума общества «Знание» Украины. Планетарий был открыт 1 января 1952 года в переоборудованном здании Александровского костёла (ул. Костёльная, 17). Зал вмещал 170 человек.
В 1970-е власти приняли решение построить для планетария специальное здание. Реализация этого проекта затянулась — на новое место на ул. Большой Васильковской возле станции метро «Олимпийская» планетарий переехал только в 1987 году. В новом здании был установлен аппарат «Большой Цейс IV», позволяющий демонстрировать 6500 звезд Северного и Южного полушарий. Директор планетария с 2004-2016 год - Клим Иванович Чурюмов.
В 2020 году провели реконструкцию.  Здесь появились: новый проектор, новые сиденья, новая техника - всё идеально чистое, приятный запах, хорошо вентилируется. Качество транслируемых научных фильмов IMAX.

## Технические характеристики
Диаметр купола — 23 метра,
Высота купола — 11,5 метров.
Тип проектора — оптико-механический «Большой Цейс IV», Полнокупольная видеосистема Front Pictures X12
Количество мест — 320.

## Галерея
- Аппарат «Большой Цейс IV»
- Интерьер киевского планетария
- Звездный зал
- Аппарат «Большой Цейс IV»